# 2001 QU297
2001 QU297, também escrito como 2001 QU297, é um objeto transnetuniano (TNO) que está localizado no cinturão de Kuiper, uma região do Sistema Solar. Este corpo celeste está em uma ressonância orbital de 3:7 com o planeta Netuno. O mesmo possui uma magnitude absoluta de 6,0 e tem um diâmetro com cerca de 278 km.

## Descoberta
2001 QU297 foi descoberto no dia 20 de agosto de 2001 pelo astrônomo Marc W. Buie.

## Órbita
A órbita de 2001 QU297 tem uma excentricidade de 0,000 e possui um semieixo maior de 43,706 UA. O seu periélio leva o mesmo a uma distância de 43,706 UA em relação ao Sol e seu afélio a 43,706 UA.